# Opzioni Margrabe
Una opzione Margrabe è uno strumento finanziario che concede all'acquirente il diritto di poter scambiare, mediante esercizio, la proprietà di un titolo con quella di un altro titolo finanziario. Lo scambio fisico dei titoli è una pratica utilizzata di rado. Ben più comune è il procedimento del cash settlement: colui che esercita l'opzione riceve all'esercizio un cash flow pari alla differenza positiva di valore tra i due titoli scambiati registrata sul mercato. Qualora la differenza sia negativa, l'acquirente non troverà convenienza nell'esercitare l'opzione.